# Kaitlin Cooper

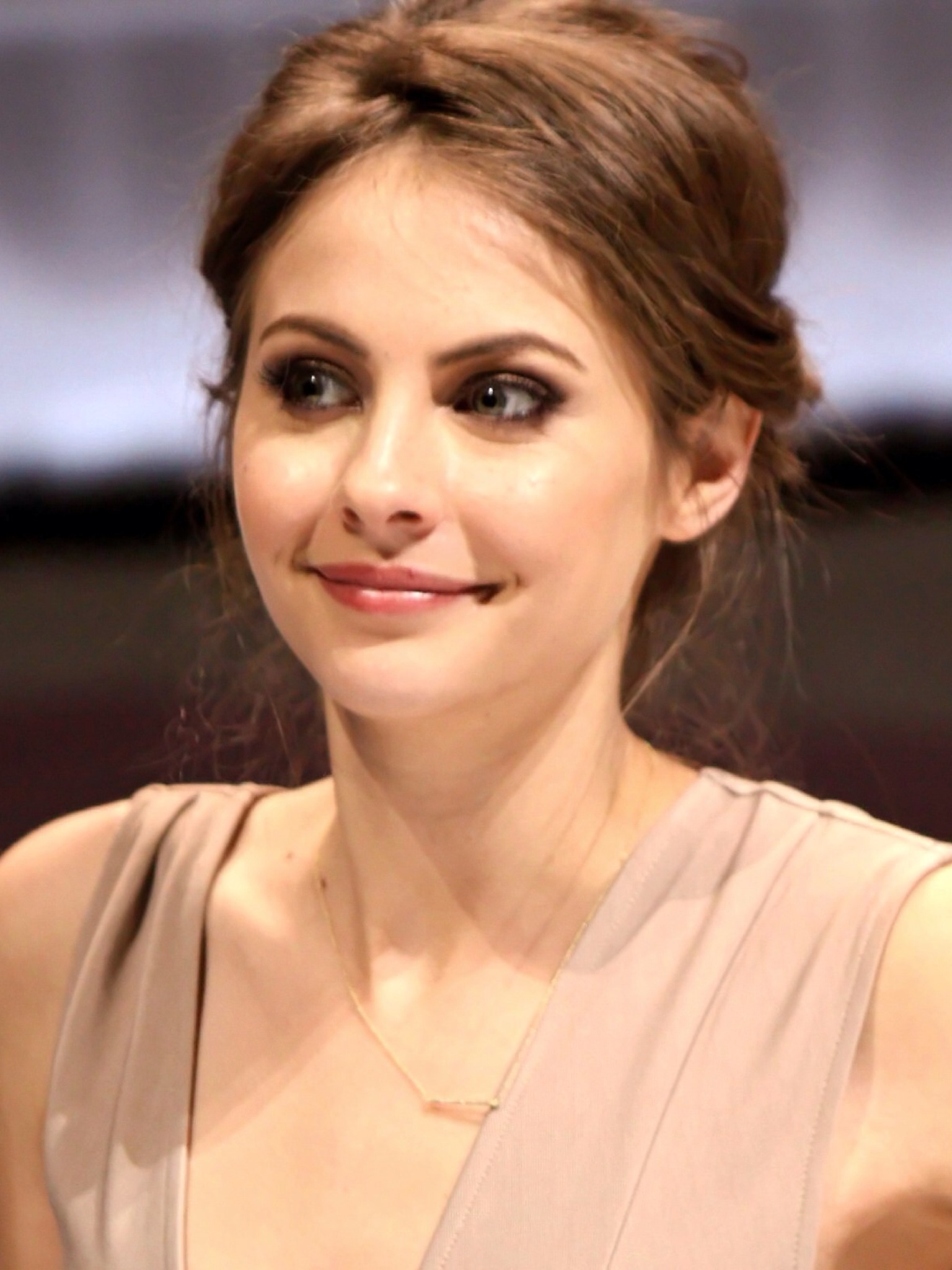
Willa Holland en 2013

Kaitlin Coopeer es un personaje ficticio interpretado por Willa Holland en la serie The O.C.
Hace de la hermana pequeña de Marissa, hija de Julie y de Jimmy Cooper. En la temporada 2 no aparece ya que sus padres la enviaron a un internado tras el divorcio de estos. 
Ella vuelve en la 3º temporada para sorpresa de todos y decide quedarse en la 4ª temporada, debido a que su hermana Marissa muere en un trágico accidente.
En la 4ª temporada adquiere un mayor protagonismo e incluso sale en todos los capítulos. Es un personaje que aporta mucho a la serie, debido a que tiene diversos problemas a lo largo de la trama.
Al final de la serie acaba por tener una excelente relación con su madre, Julie Cooper.
- Datos: Q2383601